# U-271 (tàu ngầm Đức)
U-271 là một tàu ngầm tấn công  Lớp Type VII thuộc phân lớp Type VIIC được Hải quân Đức Quốc Xã chế tạo trong Chiến tranh Thế giới thứ hai. Nhập biên chế năm 1942, nó đã thực hiện được ba chuyến tuần tra nhưng không đánh chìm được mục tiêu nào. Trong chuyến tuần tra cuối cùng trong Đại Tây Dương, U-271 bị một máy bay tuần tra PB4Y-1 Liberator Hải quân Hoa Kỳ đánh chìm về phía Tây Ireland vào ngày 28 tháng 1, 1944.

## Thiết kế và chế tạo

### Thiết kế

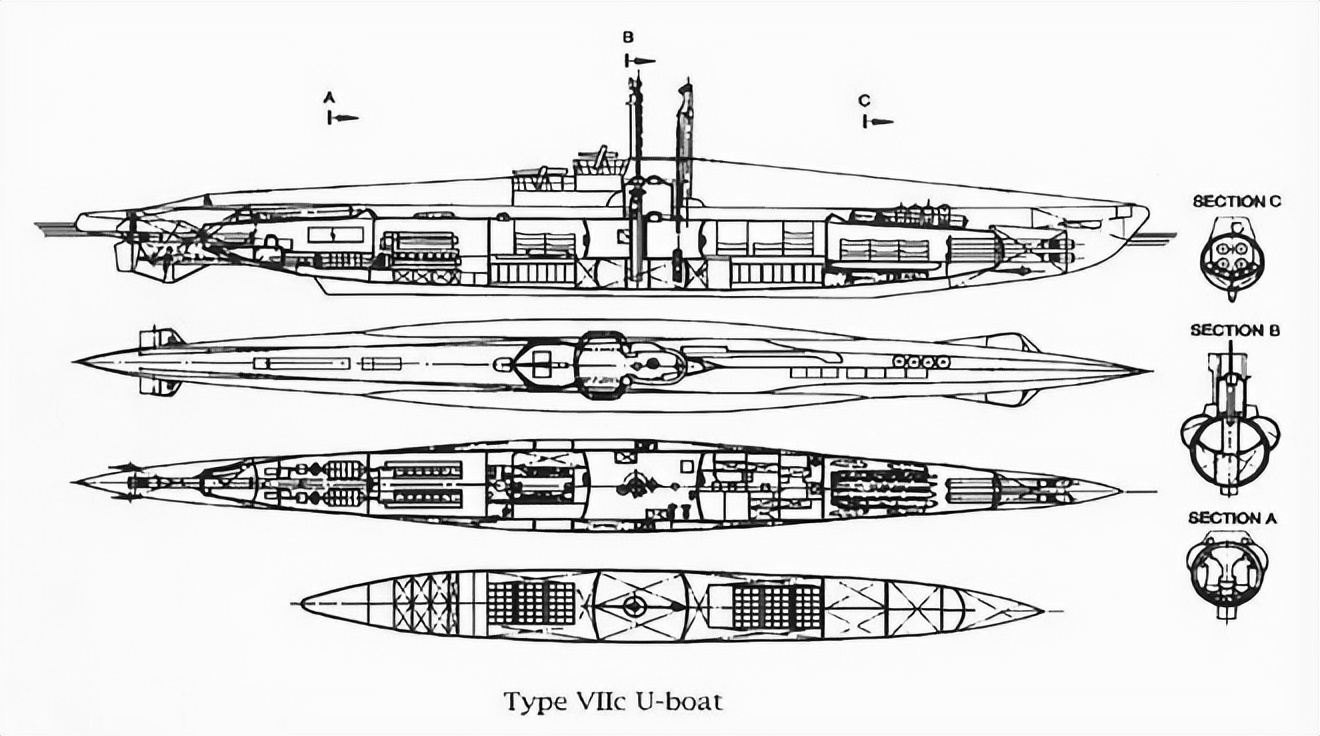
Sơ đồ các mặt cắt một tàu ngầm Type VIIC

Phân lớp VIIC của Tàu ngầm Type VII là một phiên bản VIIB được kéo dài thêm. Chúng có trọng lượng choán nước 769 t (757 tấn Anh) khi nổi và 871 t (857 tấn Anh) khi lặn). Con tàu có chiều dài chung 67,10 m (220 ft 2 in), lớp vỏ trong chịu áp lực dài 50,50 m (165 ft 8 in), mạn tàu rộng 6,20 m (20 ft 4 in), chiều cao 9,60 m (31 ft 6 in) và mớn nước 4,74 m (15 ft 7 in).
Chúng trang bị hai động cơ diesel Germaniawerft F46 siêu tăng áp 6-xy lanh 4 thì, tổng công suất 2.800–3.200 PS (2.100–2.400 kW; 2.800–3.200 bhp), dẫn động hai trục chân vịt đường kính 1,23 m (4,0 ft), cho phép đạt tốc độ tối đa 17,7 kn (32,8 km/h), và tầm hoạt động tối đa 8.500 nmi (15.700 km) khi đi tốc độ đường trường 10 kn (19 km/h). Khi đi ngầm dưới nước, chúng sử dụng hai động cơ/máy phát điện AEG GU 460/8–27 tổng công suất 750 PS (550 kW; 740 shp). Tốc độ tối đa khi lặn là 7,6 kn (14,1 km/h), và tầm hoạt động 80 nmi (150 km) ở tốc độ 4 kn (7,4 km/h). Con tàu có khả năng lặn sâu đến 230 m (750 ft).
Vũ khí trang bị có năm ống phóng ngư lôi 53,3 cm (21 in), bao gồm bốn ống trước mũi và một ống phía đuôi, và mang theo tổng cộng 14 quả ngư lôi, hoặc tối đa 22 quả thủy lôi TMA, hoặc 33 quả TMB. Tàu ngầm Type VIIC bố trí một hải pháo 8,8 cm SK C/35 cùng một pháo phòng không 2 cm (0,79 in) trên boong tàu. Thủy thủ đoàn bao gồm 4 sĩ quan và 40-56 thủy thủ.

### Chế tạo
U-271 được đặt hàng vào ngày 20 tháng 1, 1941, và được đặt lườn tại xưởng tàu của hãng Bremer-Vulkan-Vegesacker Werft ở Bremen vào ngày 21 tháng 10, 1941. Nó được hạ thủy vào ngày 29 tháng 7, 1942, và nhập biên chế cùng Hải quân Đức Quốc Xã vào ngày 23 tháng 9, 1942 dưới quyền chỉ huy của Hạm trưởng, Đại úy Hải quân Curt Barleben.

## Lịch sử hoạt động

### 1943
Sau khi hoàn thành việc chạy thử máy và huấn luyện trong thành phần Chi hạm đội U-boat 8, U-271 được điều sang Chi hạm đội U-boat 1 từ ngày 1 tháng 6, 1943.

#### Chuyến tuần tra thứ nhất
U-271 khởi hành từ cảng Lorient bên bờ biển Đại Tây Dương của Pháp bị Đức chiếm đóng vào ngày 29 tháng 5, 1943 cho chuyến tuần tra đầu tiên trong chiến tranh, để hoạt động trong Bắc Đại Tây Dương về phía Đông Nam Greenland. Ở vị trí về phía Đông Nam mũi Farewell, Greenland, vào ngày 24 tháng 6, nó bị một máy bay ném bom PB4Y-1 Liberator thuộc Liên đội Tuần tra Ném bom VPB-103 Hải quân Hoa Kỳ phát hiện và tiếp cận ở khoảng cách 800 m (870 yd) để thả bốn quả mìn sâu từ phía đuôi tàu . U-271 bẻ lái gắt sang mạn trái để né tránh đồng thời chống trả bằng pháo phòng không, bắn rơi chiếc Liberator cách con tàu 1 mi (1.600 m). Mìn sâu đã gây một số hư hại cho chiếc tàu ngầm, bao gồm ắc-quy, máy nén... nhưng chiếc tàu ngầm đã tự sửa chữa các hư hại để tiếp tục tuần tra. Nó kết thúc chuyến tuần tra và quay trở về cảng Lorient vào ngày 16 tháng 7.

#### Chuyến tuần tra thứ hai
Sau khi chuyển căn cứ hoạt động từ Lorient đến cảng Brest cùng tại bờ biển Đại Tây Dương của Pháp vào giữa tháng 9, U-271 xuất phát từ cảng này vào ngày 2 tháng 10 để hoạt động trong Đại Tây Dương về phía Tây Nam Ireland. Đang khi hoạt động như một tàu ngầm phòng không, vào ngày 21 tháng 10, nó bị hai máy bay ném bom-ngư lôi TBM Avenger xuất phát từ tàu sân bay hộ tống tấn công, khiến một thành viên thủy thủ đoàn thiệt mạng. Nó kết thúc chuyến tuần tra và quay trở về Brest vào ngày 3 tháng 11.

### 1944

#### Chuyến tuần tra thứ ba - Bị mất
U-271 khởi hành từ cảng Brest vào ngày 21 tháng 1, 1944 cho chuyến tuần tra thứ ba, cũng là chuyến cuối cùng, để tiếp tục hoạt động tại Bắc Đại Tây Dương. Vào ngày 28 tháng 1, nó bị một máy bay tuần tra PB4Y-1 Liberator thuộc Liên đội Tuần tra Ném bom VPB-103 Hải quân Hoa Kỳ phát hiện và tấn công bằng mìn sâu. U-271 bị đánh chìm ở vị trí về phía Tây Ireland tại tọa độ 53°15′B 15°52′T / 53,25°B 15,867°T. Toàn bộ 41 thành viên thủy thủ đoàn của U-271 đều tử trận.

### "Bầy sói" tham gia
U-271 từng tham gia hai bầy sói:
- Rügen (21 – 26 tháng 1, 1944)
- Hinein (26 – 28 tháng 1, 1944)